# کین، اوکیناوا
کین، اوکیناوا (به لاتین: Kin, Okinawa) یک منطقهٔ مسکونی در ژاپن است که در استان اوکیناوا واقع شده‌است. کین  ۱۱٬۳۹۰ نفر جمعیت دارد.